# Chen Xingtong
Chen Xingtong (Shenyang, 27 mei 1997) is een Chinees professioneel tafeltennisser. Zij speelt rechtshandig met de shakehandgreep. Chen is haar achternaam.

## Belangrijkste resultaten
- Goud met het Chinese team op de wereldkampioenschappen in 2022 en 2024